# Dipna Lim Prasad
Dipna Lim Prasad (* 7. Juni 1991 in Singapur) ist eine singapurische Sprinterin und Hürdenläuferin.

## Sportliche Laufbahn
Erste Erfahrungen bei internationalen Wettbewerben sammelte Dipna Lim Prasad bei den Juniorenasienmeisterschaften 2010 in Hanoi, bei denen sie im 100-Meter-Lauf in 12,46 s in der ersten Runde ausschied. Im Jahr darauf schied sie bei der Sommer-Universiade in Shenzhen im Vorlauf über 200 Meter und im 100-Meter-Hürdenlauf aus. Über die Hürden konnte sie sich auch bei den Asienmeisterschaften in Kōbe nicht für das Finale qualifizieren, wie auch bei den Weltmeisterschaften im südkoreanischen Daegu und den Südostasienspielen in Palembang. 2012 nahm sie über 60 Meter Hürden an den Hallenasienmeisterschaften in Hangzhou teil, erreichte aber auch dort mit 9,25 s nicht das Finale. Anschließend schied sie auch bei den Hallenweltmeisterschaften in Istanbul mit neuem Landesrekord von 9,00 s in der ersten Runde aus. Während der Freiluftsaison qualifizierte sie sich für die Olympischen Spiele in London, bei denen sie mit 14,86 s in der Vorrunde ausschied.
2013 gewann sie bei den Südostasienspielen in Naypyidaw die Bronzemedaille im 400-Meter-Hürdenlauf und wurde mit der singapurischen 4-mal-400-Meter-Staffel Vierte. Im Jahr darauf nahm sie mit der Staffel an den Asienspielen in Incheon teil und belegte dort in 3:49,97 min den achten Platz. 2015 folgte der Gewinn einer Silbermedaille über 400 Meter Hürden und zwei vierte Plätze mit den Staffeln bei den Südostasienspielen in Singapur. Zwei Jahre später gewann sie bei den Spielen in Kuala Lumpur mit 54,18 s die Silbermedaille im 400-Meter-Lauf, wie auch im Hürdensprint und belegte mit den Staffeln erneut zwei vierte Plätze. 2018 nahm sie erneut an den Asienspielen in Jakarta teil und wurde dort in 59,68 s Siebte im 400-Meter-Hürdenlauf.
Dipna Lim Prasad studierte Management und Sportwissenschaften an der Nanyang Technological University in Singapur. Sie ist mit dem singapurischen Sprinter Poh Seng Song verheiratet.

## Persönliche Bestleistungen
- 100 m: 12,16 s (+1,9 m/s), 19. Februar 2011 in Singapur
- 200 m: 24,46 s (+0,4 m/s), 29. März 2015 in Kuala Lumpur
- 400 m: 54,18 s, 24. August 2017 in Kuala Lumpur (Singapurischer Rekord)
- 100 m Hürden: 14,23 s (+0,7 m/s), 28. Mai 2011 in Kaohsiung
  - 60 m Hürden (Halle): 9,00 s, 18. Februar 2012 in Hangzhou
- 400 m Hürden: 58,93 s, 26. August 2018 in Jakarta (Singapurischer Rekord)